# Alberone Neri
Alberone Néri de Oliveira Lima (Doutor Severiano, 24 de julho de 1970) é um político brasileiro filiado ao Democratas. É casado com Yria Firmina Queiroz Rego, com quem tem três filhos, e irmão do ex-prefeito de Doutor Severiano, Francisco Néri.
Servidor público estadual, foi prefeito do município do Encanto por dois mandatos, entre 2009 e 2016. Foi eleito pela primeira vez nas eleições municipais de 2008 com 52,28% dos votos válidos, sendo reeleito em 2012 para mais um mandato. Nas eleições municipais de 2016 conseguiu eleger seu sucessor, Atevaldo Nazário de Lima. Disputou novamente a prefeitura de Encanto nas eleições municipais de 2020, sendo eleito para um terceiro mandato com 1 926 votos (51,03% dos votos válidos) e empossado em 1º de janeiro de 2021.
Durante sua gestão à frente da prefeitura, realizou diversas obras, entre as quais a construção do Santuário de São João Batista, no topo do serrote homônimo, inaugurado em 20 de junho de 2015 em missa solene presidida por Dom Mariano Manzana, bispo diocesano, e uma das maiores obras de engenharia civil do Rio Grande do Norte. Também se destacam a construção e revitalização do Complexo de Lazer "Valdir Félix da Silva", que abriga simultaneamente o complexo esportivo homônimo, a praça de eventos e o parque infantil; e, na zona rural, a pavimentação de estradas de terra e construção de quadras poliesportivas. Na área cultural, criou a Regional Encanto de Futsal, o Arraiá Itinerante, dentre várias outras realizações.